# Germán Tripel
Germán Tripel argentin énekes előadó, színész. Teljes neve Germán Alfredo Tripel, beceneve Tripa, 1980. január 15-én született Villa Ballester város Chilavert városrészében, amely Buenos Aires tartományban található. A 2000-es évek elején a Mambrú nevű popegyüttes (2002-2005) tagja volt. 2011. november 11-én (a dátum röviden 11-11-11) feleségül vette Florencia Otero színésznőt.
2013-ban szerepet kapott a Violetta (televíziós sorozat)-ban, 2016-ban pedig a Soy Luna-ban.